# My Old Piano
My Old Piano è un singolo della cantante statunitense Diana Ross, pubblicato il 19 settembre 1980 come terzo estratto dal decimo album in studio Diana.

## Descrizione
La canzone è stata scritta e prodotta da Nile Rodgers e Bernard Edwards componenti del gruppo degli Chic ed è stata pubblicata per il mercato degli Stati Uniti e del Regno Unito. Riscosse un buon successo ma non come Upside Down e I'm Coming Out.

## Video musicale
Nel videoclip viene mostrata la cantante suonare il pianoforte.